# ПУ Невен у Прокупљу
ПУ „Невен” у Прокупљу је јавна државна установа, која обавља послове организоване друштвене бриге о деци, узраста од 6 месеци до 6,5 година у целодневном и полудневном боравку.
Предшколска установа ,,Невен’’ под тим именом постоји од 1991. године, када је преименована. До тада је њено име било ,,Јелисавета Џуверовић’’.
Предшколска установа „Невен“ у свом саставу има четири објекта у граду: „Бамби“, „Бисери“, „Радост“ и „Бајка“.  Установа обавља васпитно-образовни рад са децом од годину до шест и по година, у целодневном и полудневном боравку. Припремни предшколски програм се, осим у матичним објектима,  одржава и у просторијама две школе у граду: ОШ „Р.П.Ћићко“ и ОШ „9.октобар“, као и у следећим селима: Бабин Поток, Белољин, Доња Речица, Житни Поток, Мала Плана, Стражава, Ћуковац, Џигољ и Шумаровац.

## Историјат
Први трагови организованог васпитања деце предшколског узраста у Прокупљу су из 1920. године, а званично формирање првог забавишта обављено је 1936. године.
У периоду после другог светског рата, 1949.године, формира се прво забавиште, а следеће године и прво обданиште са једном јасленом и две групе деце преко три године.
Званично, Установа је основана 25.септембра 1961. године, решењем Народног одбора општине Прокупља под бројем 7412/1. Први назив је био Установа за дневни боравак деце ,,Јелисавета Џуверовић“.
Први објекат Установе је вртић ,,Бамби“ који је смештен у центру града, у Немањиној улици.
Првих година у Установи је радило 5 радника, два васпитача, 2 НКВ радника и управник. Отварањем објекта ,,БАМБИ“ увећан је број радника на 12, ( 6 васпитача,1 неговатељица,2 НКВ радника,1 кувар,1 административни радник и 1 управник). Први управник била је Каја Дунић, стручни учитељ. Први стручни радник запошљен у установи је Радосављевић Олга, васпитач.
Вртић ,,Радост“  отворен је 1973 године. Отварањем новог објекта број радника је повећан на 24. Тада је установа имала 7 васпитача, 5 мед.сестара, 2 кувара, 3 сервирке, 4 НКВ, 2 административна радника и управника.
1974 године назив Установе се мења у Радна организација дечији вртић ,,Јелисавета Џуверовић“
Полудневни боравак је отворен 1980.године, формирањем 8 група.
Вртићи ,,Бамби“ и ,,Радост“ имали су по две групе, док је у основним школама ,,Ратко Павловић-Ћићко“ и ,,9.октобар“ била по једна као и у сеоским школама у Доњој Трнави и Доњој Стражави. Даље ширење полудневног боравка наставља се 1982/83. године отварањем група у Бериљу и Житном Потоку, да би 1984.  и шестогодишњаци из Бабиног Потока добили своју групу.
Установа добија нови објекат - Бисери 1990. године и нови назив: Установа за децу предшколског узраста ,,Јелисавета Џуверовић.
Данашњи назив - Предшколска установа „НЕВЕН“ добија 26.12.1991. године.
Број деце је тада био 720 (целодневни 290 у 11 група, полудневни 430 деце у 11 градских и 4 сеоске групе), а радника 61.
Четврти вртић за целодневни боравак деце ,,Бајка“, отворен је 15.05.2015.године.